# Жале Исфахани
Жале Исфахани (перс. ژاله اسفاهاني‎ — 1921, Исфахан — 29 ноября 2007, Лондон) — иранская поэтесса, писательница и переводчица.

## Биография
Жале Исфахани родилась в 1921 году в семье знатного землевладельца в городе Исфахане (Иран). Она получила образование в школе Исфахана Бехешт Айин, в то время управляемой британскими миссионерами. Затем она поступила в школу Нурбах в Тегеране. В своей автобиографии Sāya-yesālhā она рассказывала, что её отец не одобрял посещение школы и о той важной роли, которую сыграла её мать, чтобы она получила образование.
В 1945 году вышел её первый сборник стихов Golhā-ye ḵᵛodru («Полевые цветы»). В 1946 году, будучи студенткой Тегеранского университета, участвовала в Первом иранском конгрессе писателей и была самой молодой участницей и одной из немногих женщин на том собрании из 100 человек. Этот конгресс стал трамплином в карьере для молодых писателей и поэтов, вдохновленных сюрреалистическими стихотворениями и модернистскими движениями во Франции.
В 1947 году вместе с мужем Шамседдином Бади-Тебризи покинула Иран, переехала в СССР и поселилась в Баку, где поступила в Бакинский университет, где изучала азербайджанский и русский языки. Она занималась переводами турецких и азербайджанских стихотворений на персидский язык. В Баку у пары родились двое сыновей: Бижан (род. 1949) и Мехрдад (род. 1954).
В 1954 году вместе с мужем и детьми переехала в Москву. Там Жале поступила в МГУ, где получила докторскую степень в области персидского языка и литературы. Последующие 20 лет она работала литературоведом в Литературном институте имени Максима Горького, где преподавала персидский язык. Она проводила исследования по различным аспектам современной персидской поэзии, наиболее ключевым было исследование эволюции современной поэзии в Иране, Таджикистане и Афганистане.
В 1980 году вместе с семьёй вернулась в Иран, в котором за год до этого произошла Исламская революция. В 1981 году Народная партия Ирана, членом которой были Исфахани и её супруг, была объявлена вне закона. В 1982 году семья вновь эмигрировала, на этот раз в Великобританию. Последующие 25 лет Жале прожила в Лондоне, где и скончалась 29 ноября 2007 года в возрасте 86 лет.

## Творчество
Согласно многотомной «Encyclopædia Iranica», начала писать стихи в возрасте 7 лет.
Когда она училась в старшей школе, её стихи были опубликованы в нескольких газетах. В 1945 году вышел её первый сборник стихов Golhā-ye ḵᵛodru («Полевые цветы»). В последующие годы вышло несколько сборников её стихотворений, среди которых «Матери хотят мира» (1956). «Стихи» (1960), «Живая Река» (1965), «Ожидание» (1967), «Сборник стихов» (1967) и другие.
Когда она проживала в Великобритании, были изданы 10 томов избранных её стихотворений, переведённые на многие языки, в том числе и на английский язык. Помимо этого была издана её автобиография Sayeh-ye Salha («Тени лет»).